# Kokot (Štúrovo)
Kokot  (též Cacat, Chokot, Kokat, Kakat, Kakath, Gockern) byla osada a hrad na území dnešního Štúrova. Osada byla zničena Turky, později byla v 40. letech 16. století v její těsné blízkosti založena nová osada „Parkán“ (tj. podle názvu "opevnění"), z které se vyvinulo postupně i vlastní Štúrovo, jak jej známe dnes. Samotný název Kokot se ale používal až do 19. století jako hovorový alternativní název pro (celé?) Štúrovo (tehdy oficiálně v maďarštině Párkany).
Osada byla založena jako rybářská osada. První zmínka pochází z roku 1075 jako „Kokot“, další zmínky jsou už v podobe Chokot a pod. 